# Скопинский район
Скопи́нский райо́н — административно-территориальная единица (район) и муниципальное образование (муниципальный район) на юго-западе Рязанской области России.
Административный центр — город Скопин (в состав района не входит).

## География и климат
Площадь района — 1720 км². Район граничит на северо-западе с Михайловским, на севере — с Пронским, на северо-востоке — с Кораблинским, на востоке — с Ряжским, на юго-западе — с Милославским районами Рязанской области, и на западе — с Тульской областью. Районный центр — г. Скопин — находится в северо-восточной части района. Протяженность территории с севера на юг составляет 39 км, с запада на восток — 79 км.
Климат района умеренно континентальный, с умеренно-тёплым, часто сухим летом, умеренно-холодной зимой, короткой весной и облачной, часто дождливой осенью. Господствующими ветрами весной и зимой являются юго-западные ветры, летом — западные и северо-западные.
Основные реки — Ранова, Вёрда, Питомша, Старый Келец, Мокрая Табола, Сухая Табола. Крупных озёр в районе нет.
Почвы района: чернозёмы выщелоченные среднегумусные среднемощные и тёмно-серые лесные. Значительную территорию занимают также темно-серые лесные и серые лесные почвы глинистого и суглинистого механического состава.
Под пашней находится 69 % земли. Леса в районе практически отсутствуют (небольшие и немногочисленные островки лесов сохранились по балкам и оврагам в основном в восточной части района и занимают всего около 5 % площади района).
Полезные ископаемые: гипс, песок строительный, глина, бурый уголь (добыча ведётся открытым карьерным способом в с. Петрушино).

## История
Район образован 12 июля 1929 года в составе Рязанского округа Московской области из части территории Скопинского уезда. Первоначально в состав района вошли город Скопин, рабочий посёлок Побединский и сельсоветы:
- из Ерлинской волости: Великолукский, Вердеревский, Ерлинский, Ерлино-Высельский, Желтухинский, Крутовский, Летовский, Моховский, Никольский, Рождественский, Чижовский, Яблоневский
- из Побединской волости: Вязовенский, Городецкий, Дмитриевский, Ермоловский, Князевский, Корневский, Кочугуровский, Кочугуро-Высельский, Новобараковский, Ольшанский, Петрушинский, Побединский, Полянский, Пупковский, Секиринский, Топильский, Чулковский
- из Скопинской волости: Березняговский, Вороновский, Вослебовский, Высоковский, Гремячевский, Жерновский, Ивановский, Ильинский, Казинский, Лазинский, Лопатинский, Новокелецкий, Роговский, Старокелецкий, Стрелецко-Дубровский.

Постановлениями от 21 июля 1931 года и 10 декабря 1932 года Высоковский, Гремячевский, Ильинский, Моховский, Никольский, Рождественский и Чижовский с/с были переданы в Пронский район; Березняговский, Вязовенский, Жерновский, Казинский, Лазинский, Стрелецко-Дубравский и Топильский — в Горловский район; Великолукский, Ерлино-Высельский, Ерлинский, Крутовский и Яблоневский — в Кораблинский район; Городецкий, Ермоловский, Желтухинский, Летовский, Новобакаровский и Полянский — в Ряжский район; Кочугуровский, Кочугуро-Высельский и Ольшанский — в Милославский район.
14 мая 1931 года в Скопинском районе был образован р.п. Октябрьский.
11 апреля 1934 года из Ряжского района в Скопинский были переданы Ермоловский и Полянский с/с.
26 сентября 1937 года Скопинский район вошёл в состав Рязанской области. В период с 20 декабря 1942 года по 10 июня 1946 года район снова находился в составе Московской области, но затем был возвращён в Рязанскую.
3 июня 1959 года к Скопинскому району был присоединён Горловский район.

## Население
| 1939    | 1959     | 1970    | 1979    | 1989    | 2002    | 2009    | 2010    | 2012    |
| ------- | -------- | ------- | ------- | ------- | ------- | ------- | ------- | ------- |
| 62 311  | ↗114 973 | ↘68 764 | ↘49 459 | ↘40 965 | ↘31 142 | ↘27 225 | ↘27 080 | ↘27 022 |
| 2013    | 2014     | 2015    | 2016    | 2017    | 2018    | 2019    | 2020    | 2021    |
| ↘26 818 | ↘26 455  | ↘26 109 | ↘25 686 | ↘25 363 | ↘25 024 | ↘24 448 | ↘24 161 | ↗27 039 |
| 2023    |          |         |         |         |         |         |         |         |
| ↘26 747 |          |         |         |         |         |         |         |         |

### Урбанизация
Городское население (посёлки городского типа Павелец и Побединка) составляет 13,79 % населения района.

### Национальный состав
По итогам переписи населения 2020 года проживали следующие национальности (национальности менее 0,1 % и другое, см. в сноске к строке «Другие»):
| Национальность | Численность, чел. | Доля     |
| -------------- | ----------------- | -------- |
| Русские        | 23 373            | 86,44 %  |
| Киргизы        | 501               | 1,85 %   |
| Таджики        | 350               | 1,29 %   |
| Турки          | 214               | 0,79 %   |
| Молдаване      | 171               | 0,63 %   |
| Армяне         | 161               | 0,60 %   |
| Узбеки         | 160               | 0,59 %   |
| Азербайджанцы  | 81                | 0,30 %   |
| Татары         | 71                | 0,26 %   |
| Казахи         | 69                | 0,26 %   |
| Украинцы       | 45                | 0,17 %   |
| Другие         | 1843              | 6,82 %   |
| Итого          | 27 039            | 100,00 % |

## Территориальное устройство
В рамках административно-территориального устройства, Скопинский район включает 2 посёлка городского типа и 7 сельских округов.
В рамках организации местного самоуправления, муниципальный район делится на 9 муниципальных образований, в том числе 2 городских и 7 сельских поселений.
| № | Муниципальное образование        | Административный центр    | Количество населённых пунктов | Население (чел.) | Площадь (км²) |
| - | -------------------------------- | ------------------------- | ----------------------------- | ---------------- | ------------- |
| 1 | Павелецкое городское поселение   | рабочий посёлок Павелец   | 11                            | ↗3066            | 152,97        |
| 2 | Побединское городское поселение  | рабочий посёлок Побединка | 9                             | ↘5149            | 77,98         |
| 3 | Вослебовское сельское поселение  | село Вослебово            | 11                            | ↗2683            | 128,22        |
| 4 | Горловское сельское поселение    | село Горлово              | 21                            | ↘3703            | 496,67        |
| 5 | Ильинское сельское поселение     | село Ильинка              | 8                             | ↘1345            | 211,32        |
| 6 | Корневское сельское поселение    | село Корневое             | 8                             | ↗3022            | 134,13        |
| 7 | Полянское сельское поселение     | село Поляны               | 5                             | ↗2551            | 76,35         |
| 8 | Успенское сельское поселение     | село Успенское            | 21                            | ↘2952            | 204,90        |
| 9 | Шелемишевское сельское поселение | село Шелемишево           | 34                            | ↗2572            | 237,25        |

## Населённые пункты
В Скопинском районе 128 населённых пунктов, в том числе 2 городских (пгт) и 127 сельских.
| №   | Населённый пункт       | Тип             | Население | Муниципальное образование        |
| --- | ---------------------- | --------------- | --------- | -------------------------------- |
| 1   | Алмазово               | село            | 14        | Горловское сельское поселение    |
| 2   | Березняги              | село            | ↘309      | Ильинское сельское поселение     |
| 3   | Богослово              | село            | 129       | Горловское сельское поселение    |
| 4   | Большак                | посёлок         | ↗136      | Побединское городское поселение  |
| 5   | Большая Косыревка      | деревня         | 0         | Шелемишевское сельское поселение |
| 6   | Боровое                | село            | ↘9        | Шелемишевское сельское поселение |
| 7   | Брикетная              | посёлок станции | 0         | Вослебовское сельское поселение  |
| 8   | Велемья                | деревня         | ↘15       | Корневское сельское поселение    |
| 9   | Вердерево              | село            | ↘454      | Вослебовское сельское поселение  |
| 10  | Воздвиженка            | деревня         | 0         | Вослебовское сельское поселение  |
| 11  | Вороновка              | деревня         | 6         | Успенское сельское поселение     |
| 12  | Вослебово              | село            | ↘1861     | Вослебовское сельское поселение  |
| 13  | Вослебово              | посёлок станции | 31        | Успенское сельское поселение     |
| 14  | Высокое                | село            | ↘193      | Ильинское сельское поселение     |
| 15  | Вязовенка              | село            | ↗90       | Павелецкое городское поселение   |
| 16  | Галино                 | деревня         | 5         | Успенское сельское поселение     |
| 17  | Говорово               | деревня         | 0         | Шелемишевское сельское поселение |
| 18  | Говорово               | посёлок станции | 5         | Шелемишевское сельское поселение |
| 19  | Гореловка              | деревня         | 118       | Шелемишевское сельское поселение |
| 20  | Горлово                | село            | ↘790      | Горловское сельское поселение    |
| 21  | Городецкое             | село            | ↘364      | Шелемишевское сельское поселение |
| 22  | Гремячка               | село            | ↘424      | Успенское сельское поселение     |
| 23  | Гривцы                 | деревня         | 0         | Успенское сельское поселение     |
| 24  | Гудовка                | деревня         | 0         | Шелемишевское сельское поселение |
| 25  | Гусиловка              | деревня         | 0         | Шелемишевское сельское поселение |
| 26  | Дегтярка               | деревня         | 14        | Шелемишевское сельское поселение |
| 27  | Делехово               | село            | ↘103      | Павелецкое городское поселение   |
| 28  | Деменьшино             | деревня         | 47        | Успенское сельское поселение     |
| 29  | Дмитриево              | село            | ↘38       | Горловское сельское поселение    |
| 30  | Дмитриево              | село            | ↘39       | Полянское сельское поселение     |
| 31  | Дмитриевский Хутор     | деревня         | 22        | Вослебовское сельское поселение  |
| 32  | Дозоровка              | посёлок         | 10        | Успенское сельское поселение     |
| 33  | Дома отдыха            | посёлок         | 11        | Корневское сельское поселение    |
| 34  | Дубровщина             | деревня         | 0         | Шелемишевское сельское поселение |
| 35  | Дымово-Волконское      | село            | 0         | Шелемишевское сельское поселение |
| 36  | Дымово-Государственное | село            | ↘1        | Шелемишевское сельское поселение |
| 37  | Ермолово               | село            | ↘475      | Полянское сельское поселение     |
| 38  | Желтухино              | деревня         | ↘21       | Шелемишевское сельское поселение |
| 39  | Желтухино              | посёлок станции | 24        | Шелемишевское сельское поселение |
| 40  | Желтухинский           | посёлок         | 1331      | Шелемишевское сельское поселение |
| 41  | Журавлиха              | деревня         | 2         | Шелемишевское сельское поселение |
| 42  | Затворное              | село            | ↘204      | Горловское сельское поселение    |
| 43  | Иваньково              | деревня         | ↘1        | Шелемишевское сельское поселение |
| 44  | Измайловка             | деревня         | 5         | Горловское сельское поселение    |
| 45  | Ильинка                | село            | ↘568      | Ильинское сельское поселение     |
| 46  | Казинка                | село            | ↘570      | Ильинское сельское поселение     |
| 47  | Катино                 | посёлок станции | 1         | Горловское сельское поселение    |
| 48  | Катино                 | село            | ↘407      | Горловское сельское поселение    |
| 49  | Клекотки               | село            | 1992      | Горловское сельское поселение    |
| 50  | Ключеревка             | деревня         | 4         | Шелемишевское сельское поселение |
| 51  | Князево                | село            | ↘306      | Корневское сельское поселение    |
| 52  | Козловка               | деревня         | 0         | Шелемишевское сельское поселение |
| 53  | Кондауровка            | деревня         | 3         | Шелемишевское сельское поселение |
| 54  | Конюхово               | деревня         | 12        | Шелемишевское сельское поселение |
| 55  | Корневое               | село            | ↘1567     | Корневское сельское поселение    |
| 56  | Костемерево            | село            | ↘41       | Шелемишевское сельское поселение |
| 57  | Кочугурки              | деревня         | →0        | Побединское городское поселение  |
| 58  | Красная Деревня        | посёлок         | ↘6        | Павелецкое городское поселение   |
| 59  | Красный                | посёлок         | 0         | Успенское сельское поселение     |
| 60  | Красный Май            | посёлок         | 2         | Горловское сельское поселение    |
| 61  | Кремлево               | посёлок станции | ↘19       | Павелецкое городское поселение   |
| 62  | Кремлево               | село            | ↘225      | Павелецкое городское поселение   |
| 63  | Кузьминка 2            | деревня         | 21        | Шелемишевское сельское поселение |
| 64  | Купчая                 | деревня         | 18        | Горловское сельское поселение    |
| 65  | Кушуново               | село            | ↘77       | Вослебовское сельское поселение  |
| 66  | Лазинка                | посёлок станции | 0         | Ильинское сельское поселение     |
| 67  | Лазинка                | село            | ↘38       | Ильинское сельское поселение     |
| 68  | Ленинка                | деревня         | 3         | Шелемишевское сельское поселение |
| 69  | Лесничество            | посёлок         | 0         | Вослебовское сельское поселение  |
| 70  | Летово                 | деревня         | 11        | Вослебовское сельское поселение  |
| 71  | Лопатино               | село            | ↘709      | Успенское сельское поселение     |
| 72  | Львовка                | деревня         | 4         | Горловское сельское поселение    |
| 73  | Московка               | деревня         | 11        | Шелемишевское сельское поселение |
| 74  | Московский             | посёлок         | 41        | Успенское сельское поселение     |
| 75  | Моховое                | село            | ↘283      | Успенское сельское поселение     |
| 76  | Муравлянка             | село            | ↘199      | Горловское сельское поселение    |
| 77  | Мшанка                 | село            | ↘64       | Ильинское сельское поселение     |
| 78  | Мшанка                 | посёлок станции | ↘14       | Павелецкое городское поселение   |
| 79  | Нагиши                 | село            | 370       | Горловское сельское поселение    |
| 80  | Наумово                | деревня         | 15        | Шелемишевское сельское поселение |
| 81  | Немерово               | село            | ↘71       | Успенское сельское поселение     |
| 82  | Николо-Скопин          | село            | ↘85       | Успенское сельское поселение     |
| 83  | Ново-Александрово      | село            | ↘10       | Горловское сельское поселение    |
| 84  | Новобараково           | село            | ↘54       | Шелемишевское сельское поселение |
| 85  | Новое                  | село            | ↘39       | Вослебовское сельское поселение  |
| 86  | Новые Кельцы           | село            | ↘268      | Корневское сельское поселение    |
| 87  | Нюховец                | село            | ↘19       | Горловское сельское поселение    |
| 88  | Осиново-Шилово         | посёлок         | 0         | Корневское сельское поселение    |
| 89  | Отрада                 | посёлок         | ↗47       | Побединское городское поселение  |
| 90  | Павелец                | пгт             | ↗2153     | Павелецкое городское поселение   |
| 91  | Павелец                | село            | ↘238      | Павелецкое городское поселение   |
| 92  | Павелец 2              | посёлок станции | ↘97       | Павелецкое городское поселение   |
| 93  | Перики                 | деревня         | ↘7        | Полянское сельское поселение     |
| 94  | Петровка               | деревня         | 6         | Шелемишевское сельское поселение |
| 95  | Петрушино              | село            | 218       | Горловское сельское поселение    |
| 96  | Петрушино              | село            | ↘124      | Корневское сельское поселение    |
| 97  | Писарево               | деревня         | 5         | Горловское сельское поселение    |
| 98  | Побединка              | пгт             | ↘1536     | Побединское городское поселение  |
| 99  | Победное               | село            | ↗204      | Побединское городское поселение  |
| 100 | Подмакарьево           | деревня         | →0        | Побединское городское поселение  |
| 101 | Покровский             | посёлок         | 9         | Успенское сельское поселение     |
| 102 | Полянские Выселки      | посёлок         | 0         | Шелемишевское сельское поселение |
| 103 | Поляны                 | село            | ↘515      | Полянское сельское поселение     |
| 104 | Поплевинский           | посёлок         | ↗587      | Побединское городское поселение  |
| 105 | Пупки                  | село            | ↘448      | Корневское сельское поселение    |
| 106 | Рановка                | деревня         | ↘28       | Шелемишевское сельское поселение |
| 107 | Рождествено            | село            | ↘522      | Успенское сельское поселение     |
| 108 | Рудинка                | село            | ↘188      | Горловское сельское поселение    |
| 109 | Рудинка                | посёлок         | 7         | Успенское сельское поселение     |
| 110 | Рюмки                  | деревня         | 8         | Успенское сельское поселение     |
| 111 | Савиловка              | деревня         | 0         | Вослебовское сельское поселение  |
| 112 | Свинушки               | деревня         | ↘652      | Полянское сельское поселение     |
| 113 | Свистовка              | деревня         | ↘223      | Вослебовское сельское поселение  |
| 114 | Свобода                | посёлок         | 0         | Успенское сельское поселение     |
| 115 | Секирино               | село            | ↗1023     | Побединское городское поселение  |
| 116 | Смекаловка             | посёлок         | 0         | Успенское сельское поселение     |
| 117 | Советский              | посёлок         | 9         | Успенское сельское поселение     |
| 118 | Суровцы                | деревня         | 10        | Горловское сельское поселение    |
| 119 | Троице-Орловка         | село            | 40        | Горловское сельское поселение    |
| 120 | Уланово                | деревня         | 31        | Шелемишевское сельское поселение |
| 121 | Ураково                | деревня         | 16        | Шелемишевское сельское поселение |
| 122 | Успенское              | село            | 1126      | Успенское сельское поселение     |
| 123 | Хворощевка             | село            | ↘15       | Павелецкое городское поселение   |
| 124 | Чулково                | село            | ↗1616     | Побединское городское поселение  |
| 125 | Шелемишево             | село            | ↘536      | Шелемишевское сельское поселение |
| 126 | Шелемишевские Хутора   | деревня         | 76        | Шелемишевское сельское поселение |
| 127 | Широкий                | посёлок         | 3         | Ильинское сельское поселение     |
| 128 | Южный                  | посёлок         | →106      | Павелецкое городское поселение   |

Упразднённые населённые пункты:
- 2001 год — поселок Завал Богословского сельского округа, деревня Клобучки Петрушинского сельского округа, деревня Старо-Бараково Шелемишевского сельского округа; посёлок Обрезной включен в состав посёлка станции Кремлево[29]

## Экономика
В 2020 году организациями района отгружено товаров собственного производства, выполнено работ и услуг собственными силами (без субъектов малого предпринимательства), средняя численность работников которых превышает 15 человек, на сумму 16,1 млрд рублей.
Лидером по объёмам отгрузки является ООО «Скопинфарм», его объём в общей отгрузке — 67 %. Одним из крупнейших является ОАО «Скопинский автоагрегатный завод». На долю производимой им продукции приходится 56 % всей продукции, произведённой в районе. Другим крупным предприятием является ООО «Скопинский мясоперерабатывающий комбинат».
Сельское хозяйство ориентировано на производство зерна, картофеля, молока, мяса.

## Спорт
Хоккей
Хоккей с шайбой является самым популярным видом спорта (не только зимним), поэтому Скопинский район всегда конкурировал с районным центром (г. Скопин) в этом виде спорта.
Хоккейные команды создавались с 1950-х годов.
В сезоне 1969/70 хоккейное «Торпедо» под руководством Кима Васильевича Купцова уверенно выиграло подгруппу, не потеряв ни одного очка, но в финале заняла 3-е место.
В последующие годы в чемпионате области по хоккею с шайбой играли «Торпедо», представлявшее завод автоагрегатов, и побединский «Машзавод». Последний, не доиграв сезон 1993/94, по сути перевернул последнюю страницу славной скопинской профессиональной хоккейной истории.
В 2000-х годах любительская команда по хоккею с шайбой г. Скопина и Скопинского района принимала участие в Чемпионате Рязанской области по хоккею с шайбой, проходящем в ЛДС «Олимпийский» в г. Рязань.
В наше время хоккей в Скопине и районе представлен любительскими коллективами, которые из-за отсутствия в городе крытого ледового катка принимают участие в любительских хоккейных лигах г. Рязани и г. Мичуринска (Тамбовская область).
На протяжении последних лет любители и энтузиасты этого вида спорт восстанавливают хоккейную инфраструктуру и проводят соревнования на призы главы администрации Скопинского района. Проводятся регулярные турниры между детскими, молодёжными и взрослыми командами. Также проводятся межрайонные соревнования с командами соседних Ряжского, Кораблинского, Михайловского, Александро-Невского, Пронского, Милославского районов. С каждым годом все больше и больше детей и взрослых принимают участие в этих соревнованиях. Реконструируются объекты хоккейной инфраструктуры.
В Скопинском районе создана Скопинская общественной организация «Федерация хоккея с шайбой», её президентом выбран Александр Чевагин. Ежегодно по окончании зимнего хоккейного сезона проводятся торжественные мероприятия по награждению хоккейных команд межрайонного и районного первенства и отдельных игроков в личном зачёте.
В 2016 году для юных любителей хоккея с шайбой проводился мастер-класс игрока КХЛ Игоря Игнатушкина (капитана ХК «Сочи» (Краснодарский край)) на искусственном ледовом покрытии в ледовом дворце «Темп» в г. Мичуринске Тамбовской области.
В 2017 году в ледовом дворце "Арена «Балашиха» состоялся товарищеский матч между командами администрации городского округа Балашиха и Скопинского района Рязанской области «Ослябя».

## Транспорт

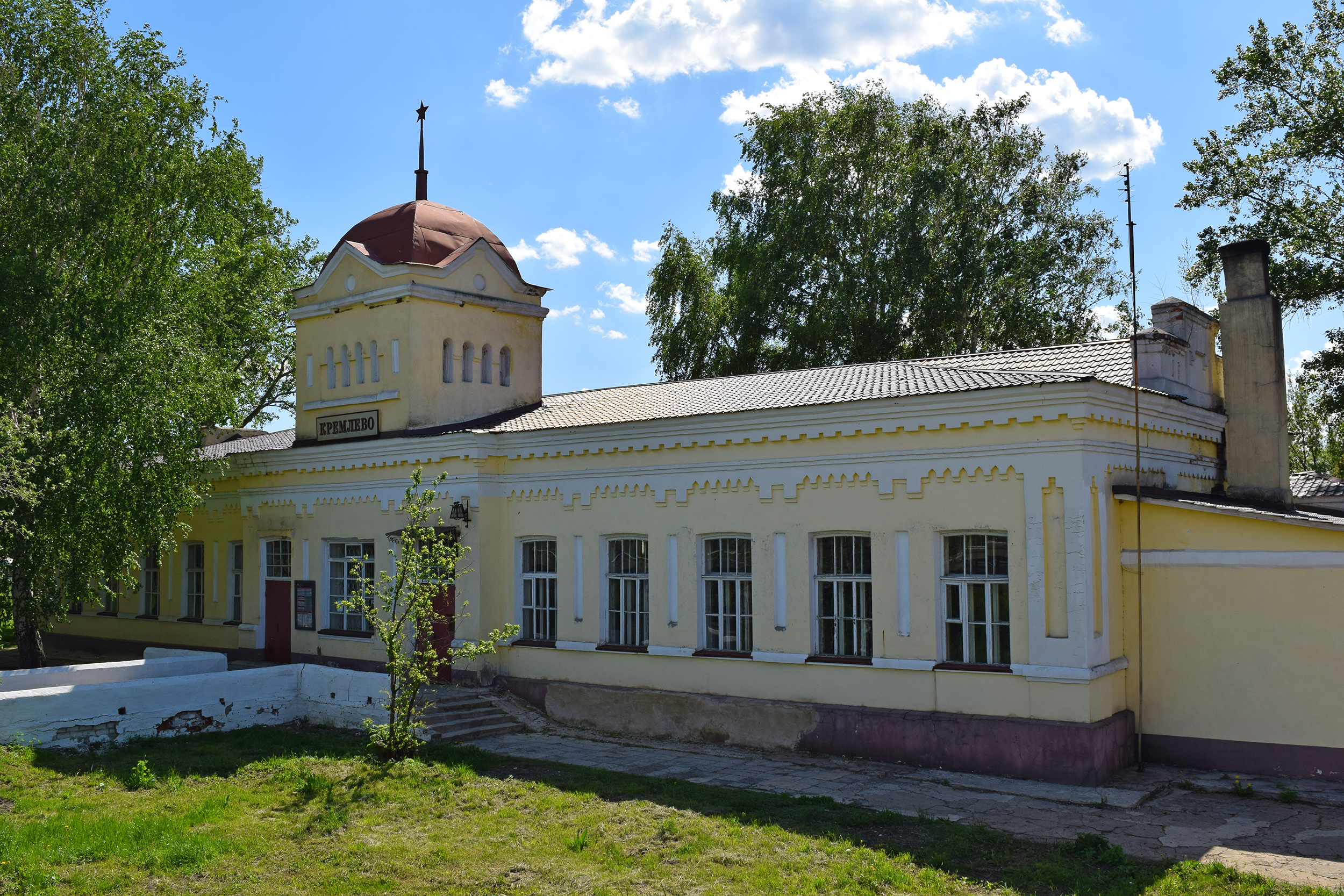
Вокзал ж/д станции Кремлево

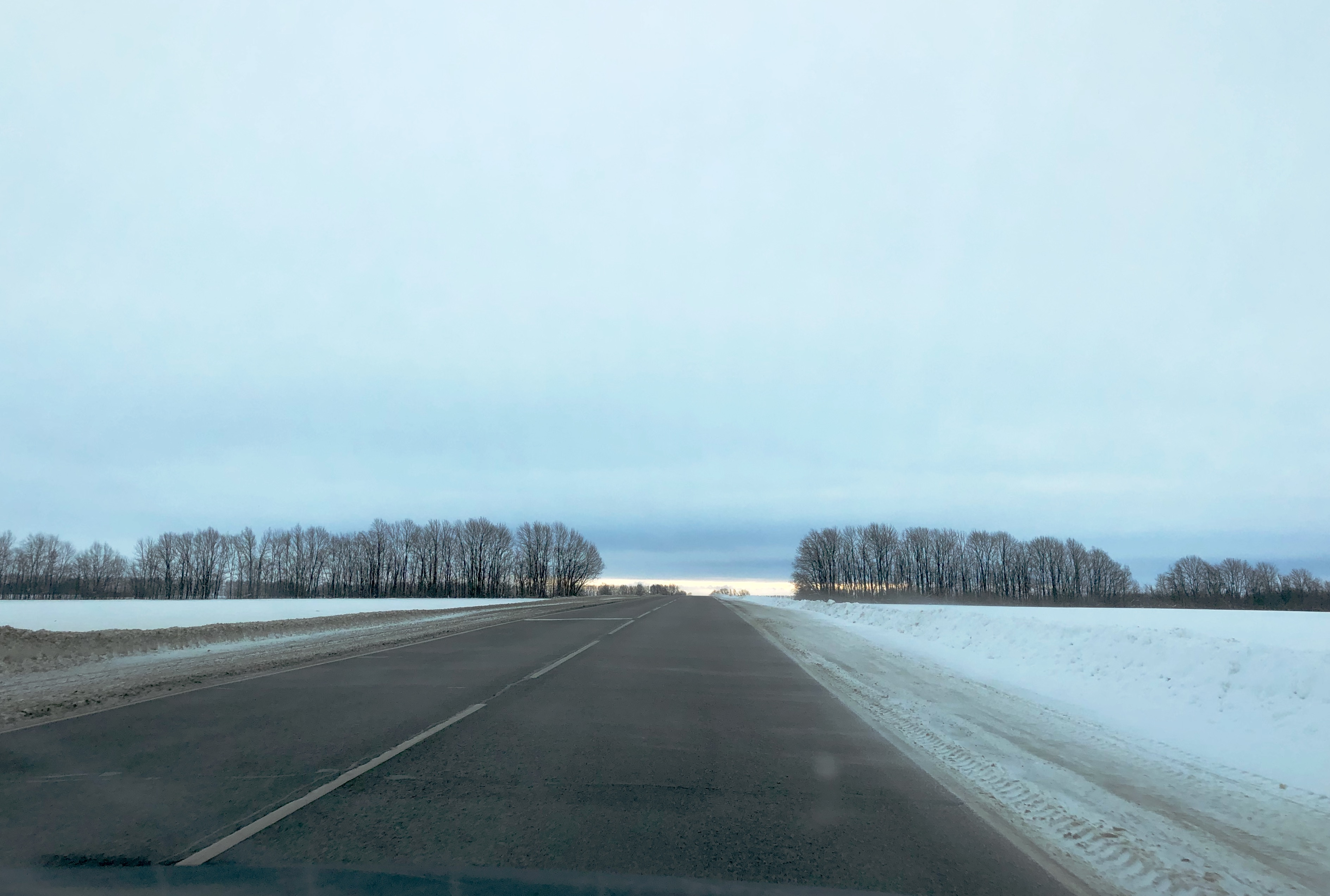
Е119

Через район проходят автомобильная федеральная трасса «Москва—Астрахань», а также железные дороги (участок неэлектрифицированной железной дороги «Тула—Ряжск», участок электрифицированной железной дороги «Ожерелье—Раненбург», подъездная ветка к Новомичуринской ГРЭС Пронского района).

## Достопримечательности
- Свято-Дмитриевский Скопинский мужской монастырь
- Храм Покрова Пресвятой Богородицы

## Галерея

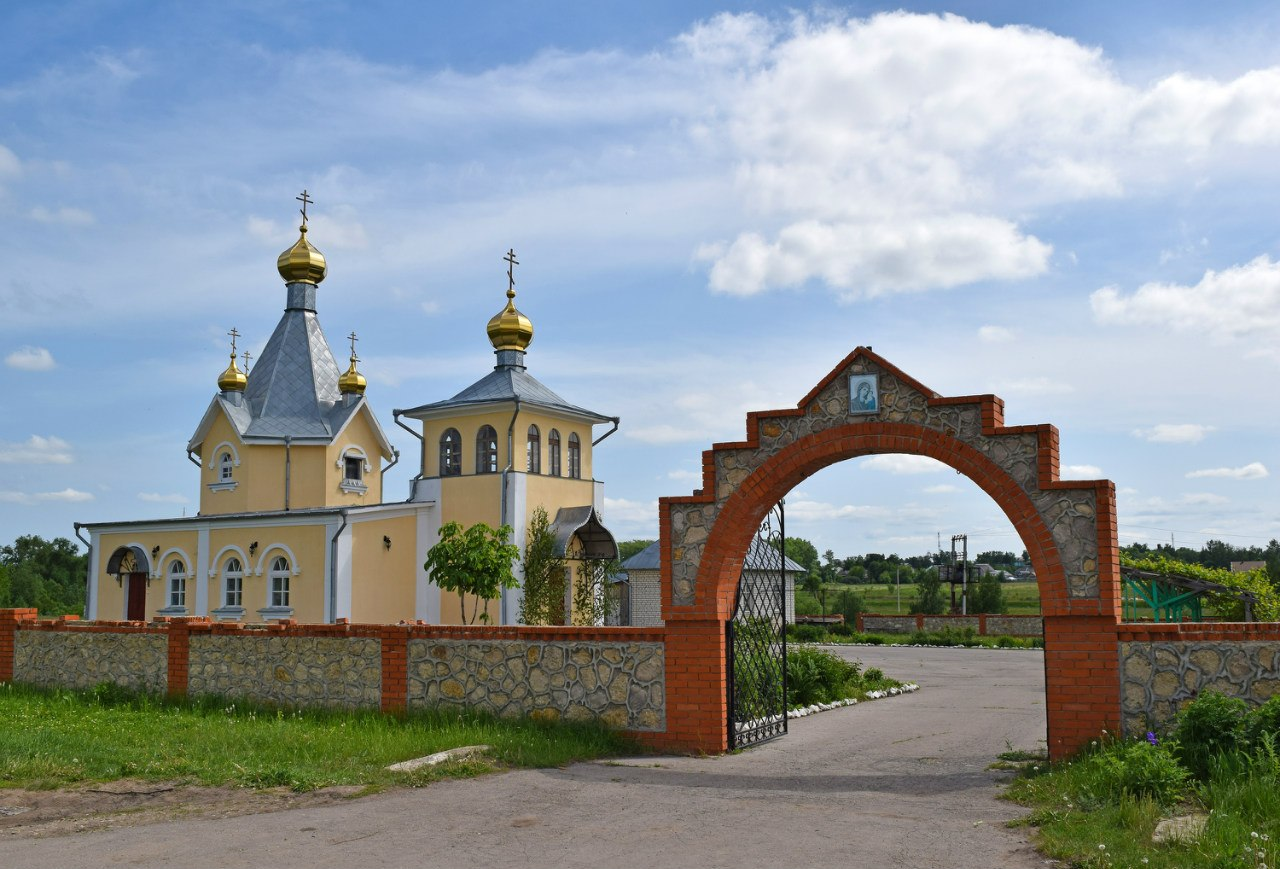
Успенский храм, с. Успенское
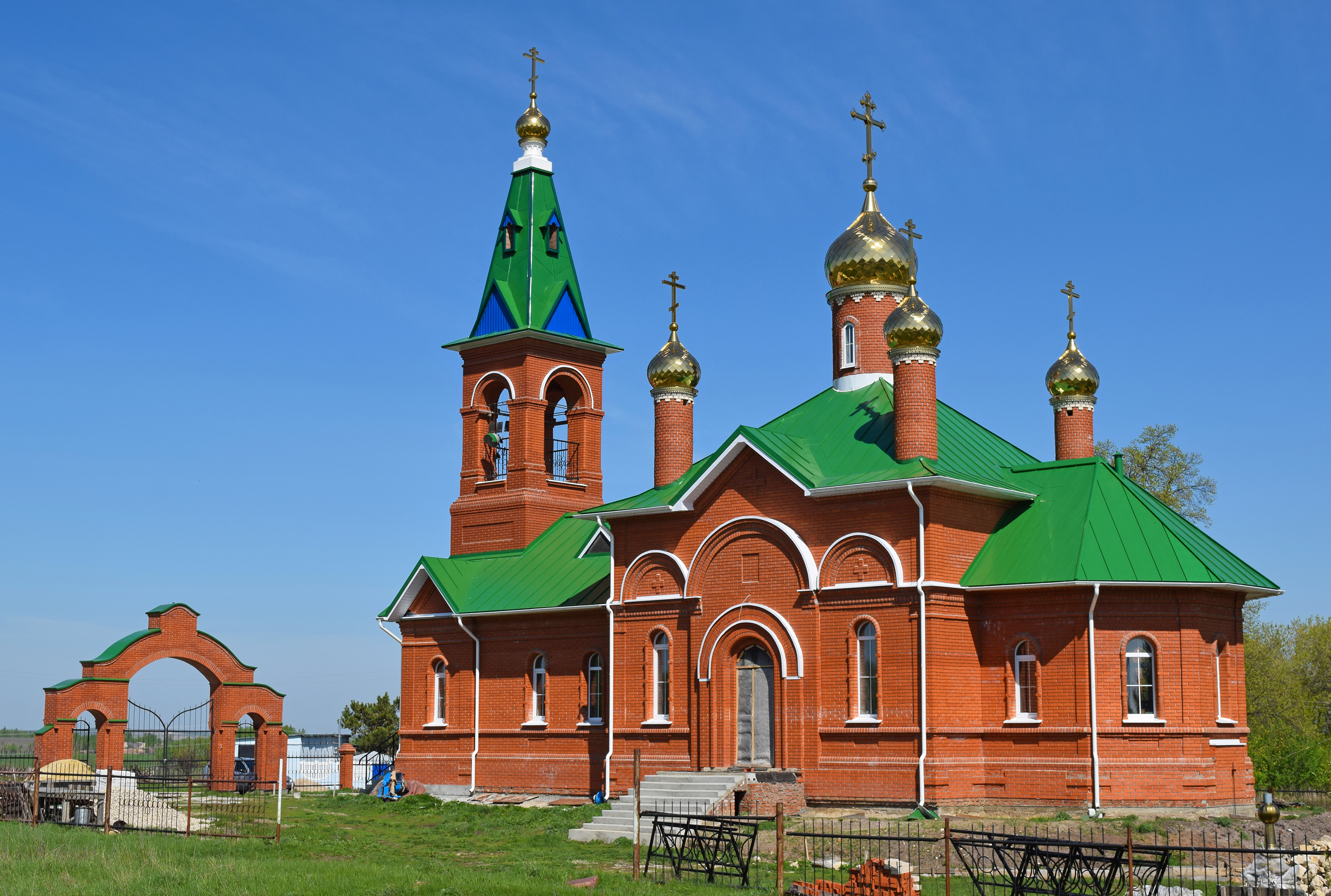
Воскресенский храм, посёлок Побединка
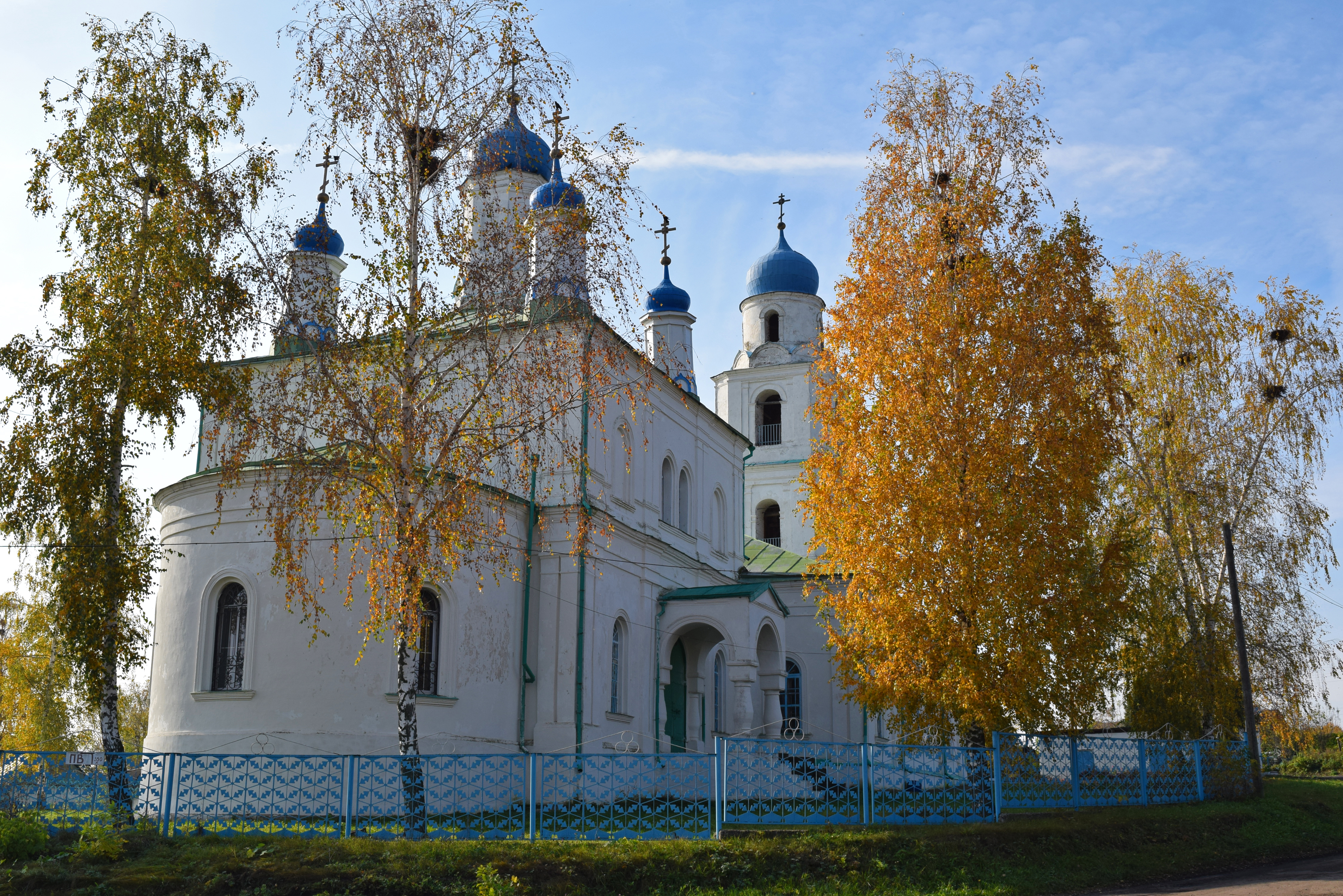
Храм Параскевы Пятницы, с. Казинка
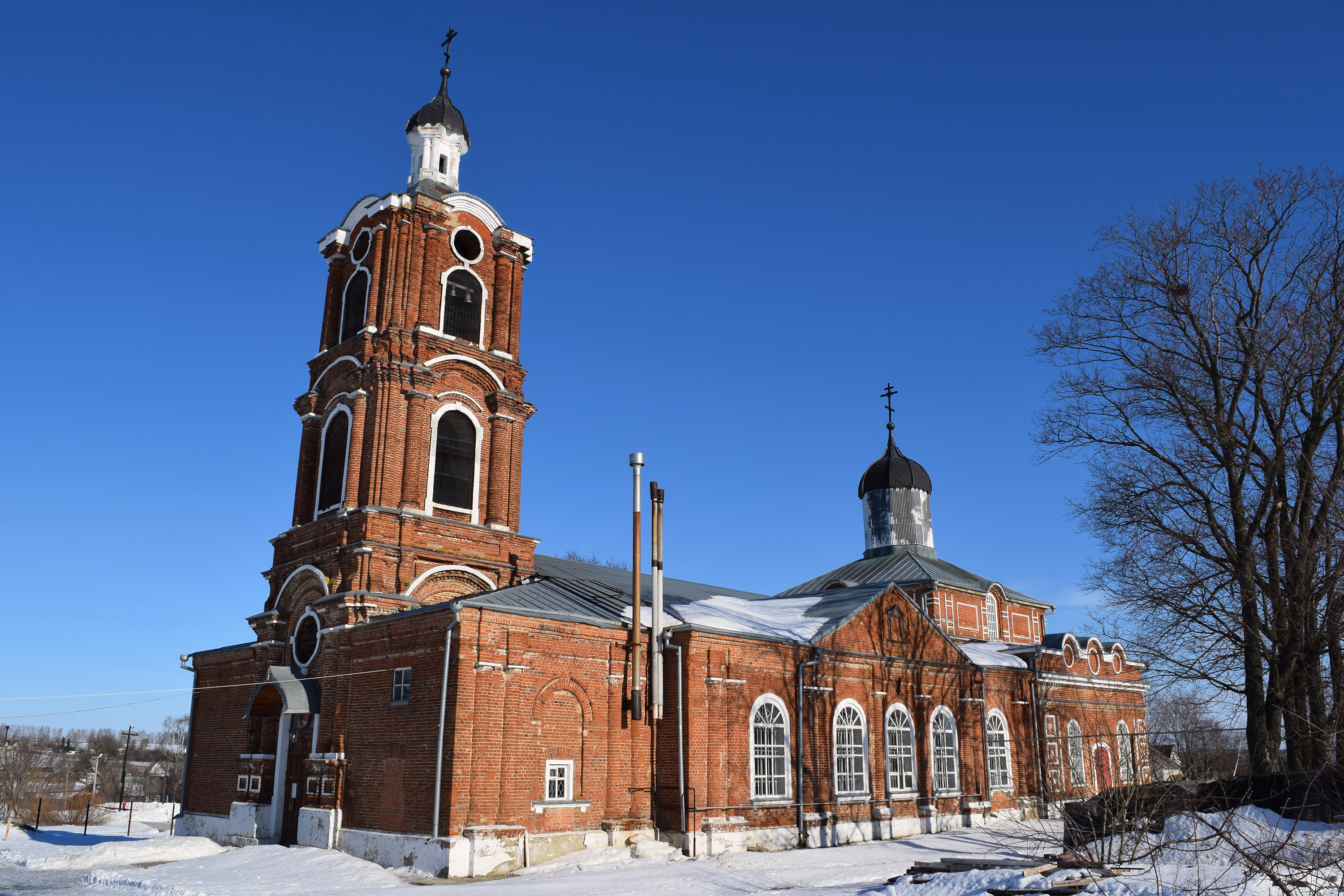
Храм Рождества Богородицы, с. Вослебово

## Известные уроженцы
См. также: Категория:Родившиеся в Скопинском районе